# Centrorhynchus globocaudatus
Centrorhynchus globocaudatus är en hakmaskart som först beskrevs av Zeder 1800.  Centrorhynchus globocaudatus ingår i släktet Centrorhynchus och familjen Centrorhynchidae. Inga underarter finns listade i Catalogue of Life.